# Kenau Simonsdochter Hasselaer

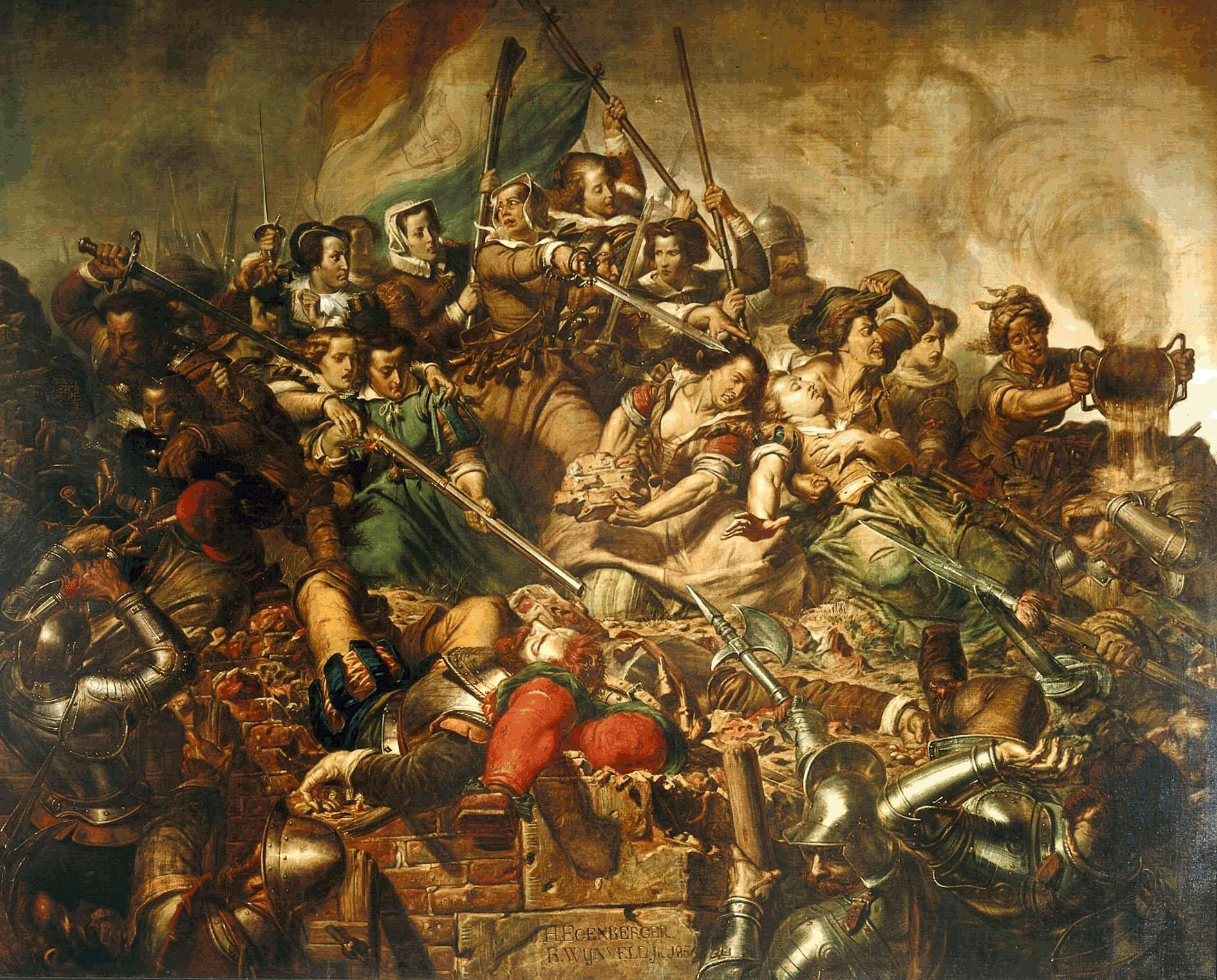
Barend Wijnveld en Johannes Hinderikus Egenberger: Kenau Simons Hasselaer op de wallen van Haarlem, 1854, olieverf op doek, 359 x 451 cm. Frans Halsmuseum.

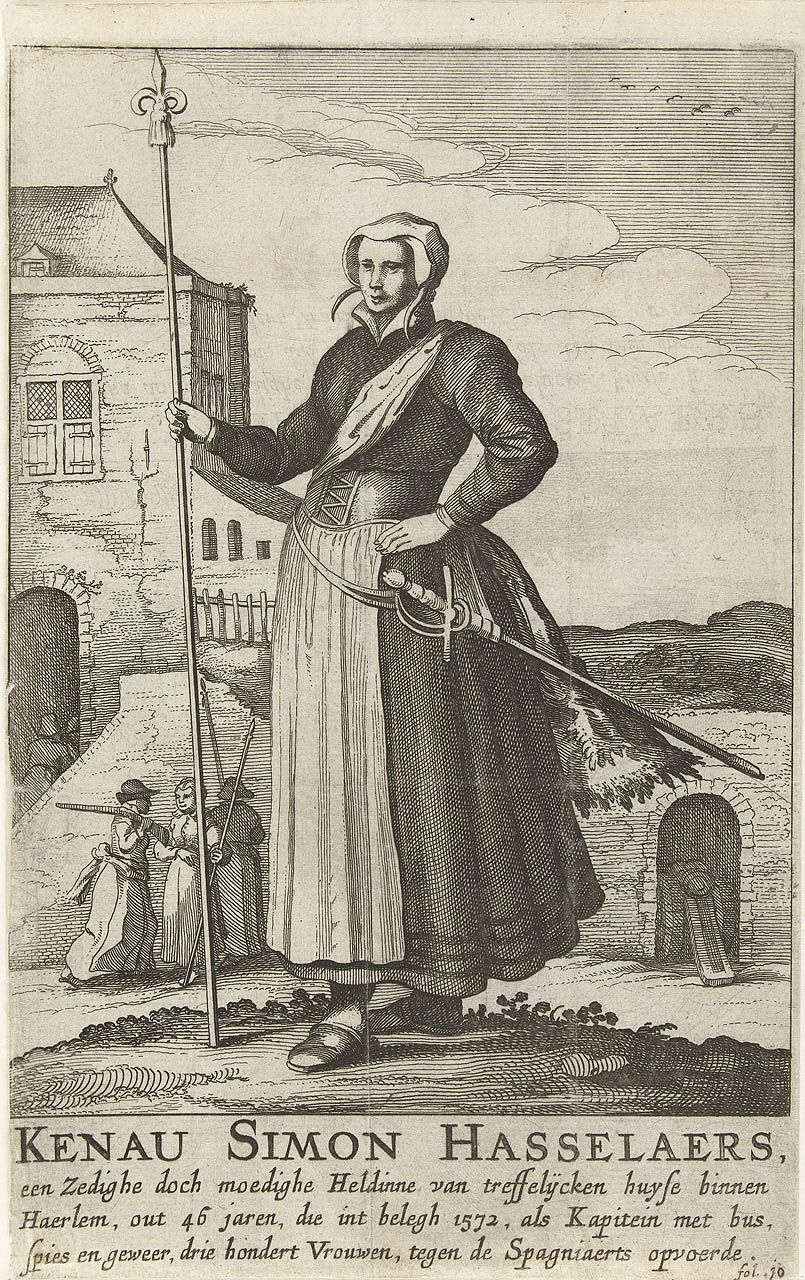
Anoniem, mogelijk Pieter Hendricksz. Schut, Kenau Simonsdochter Hasselaer, 1573, ets op papier, tussen 1600 en 1699. Rijksmuseum Amsterdam.

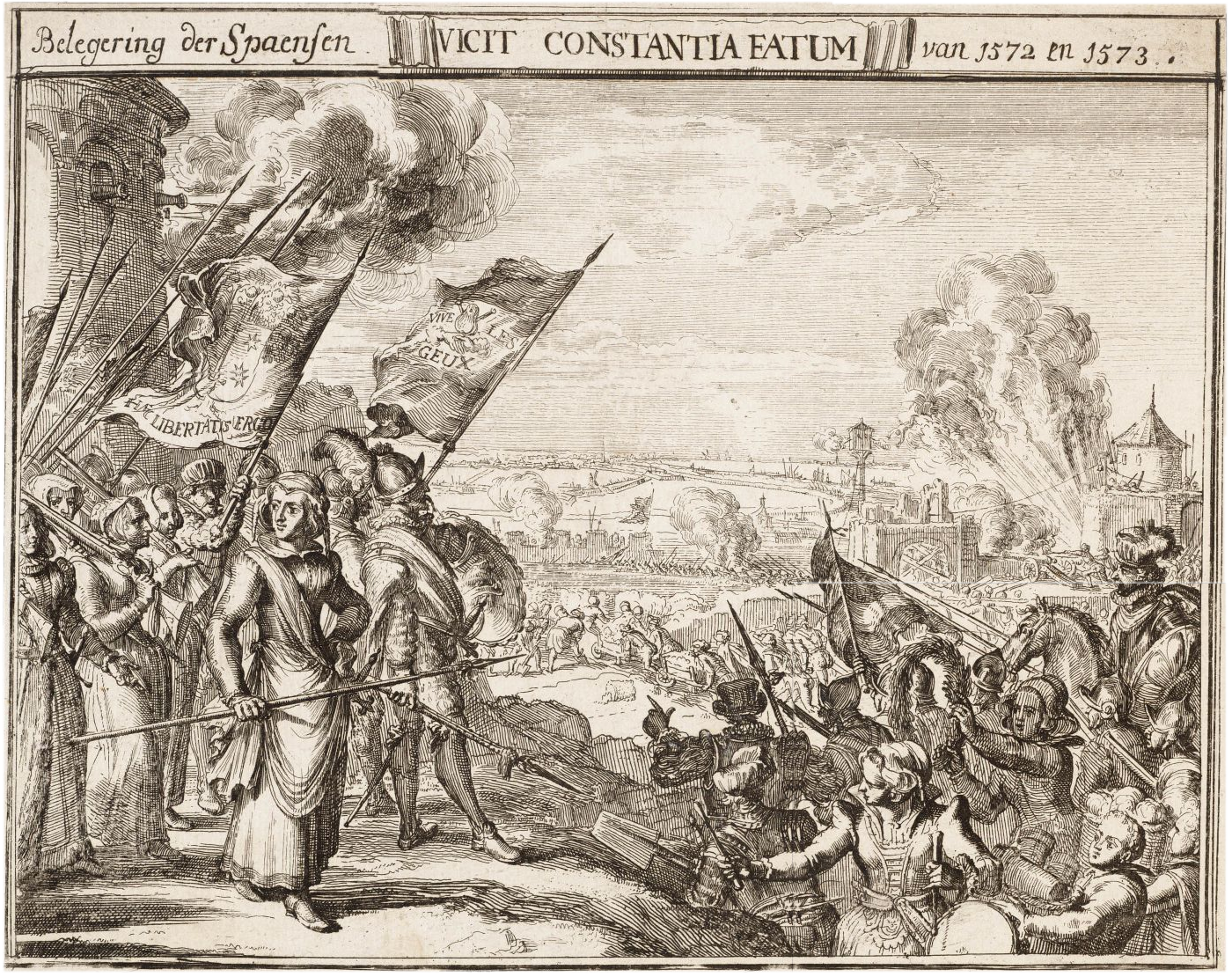
Romeyn de Hooghe, Belegering der Spaensen / Vicit constantia fatum / van 1572 en 1573, 1690

Kenava in Famiano Strada: Histoire de la guerre des Païs-Bas, 1727

Kenau Simonsdochter Hasselaer (1526-1588/1589) was een scheepsbouwster en houthandelares die bekend is geworden door de legende over haar verzet bij de verdediging van Haarlem tijdens de Tachtigjarige Oorlog.

## Biografie
Hoewel Kenau bekend geworden is onder de naam Kenau Simons Hasselaer, gebruikte zij die naam zelf niet. Ze is geboren in 1526. In authentieke stukken komt zij slechts voor als Kenau Simonsdochter. De naam Hasselaer komt van moederszijde. Haar moeder was Guerte Coenen, dochter van Coen Hendricksz Hasselaer. De vader van Kenau was Simon Gerritsz, brouwer te Haarlem aan het Donkere Spaarne. Hoewel in sommige publicaties wordt vermeld dat Kenaus vader burgemeester van Haarlem was, is dit onjuist. Hij komt als zodanig niet in de Haarlemse archieven voor. Haar zwager was Hadrianus Junius, de lijfarts van Willem van Oranje. Tijdens het Beleg van Haarlem leverde ze scheepshout voor schepen die via het Haarlemmermeer in verbinding stonden met de prins. Haar neef Pieter Hasselaer diende als bode van de prins.
Tijdens het beleg van Haarlem hielpen alle inwoners van de stad (mannen, vrouwen en kinderen) mee aan de reparaties aan de stadswallen die door Spaans kanonvuur waren beschadigd, aldus de ooggetuigenverslagen van tijdgenoten. Een in het Latijn geschreven ooggetuigenverslag uit Delft maakte in het bijzonder melding van een zekere Kenau die uitblonk in haar inzet om aarde naar de stadswallen te dragen om deze te repareren. Het anonieme Delftse verslag beschreef daarnaast dat de bevolking van Haarlem vanaf de wallen met brandend stro en kokende pek (zogenaamde teerkransen) de Spaanse belegeraars bevochten. Na verloop van tijd doken verhalen op dat het Kenau was geweest die met teerkransen tegen de Spanjaarden had gevochten. 
Na afloop van het verloren beleg mocht een groot deel van de Haarlemse bevolking onder betaling aan de Spanjaarden de stad verlaten. Kenau verliet Haarlem om haar handel voort te zetten. Zo sloot zij een contract met de Delftse bierbrouwer David Jansz, waarna zij in september 1574 een lucratieve positie wist te bekleden in de stad Arnemuiden. In 1577 was zij volgens documenten inmiddels inwoner van Leiden. Hierna keerde zij terug naar Haarlem, waar zij in 1579 weer in documenten opduikt, zonder vermelding van enige heroïsche status.
Tijdens haar leven had ze al een slechte bijnaam onder de Haarlemmers. Dit kwam vooral door haar moeilijke karakter. Uit verschillende rechterlijke bronnen is op te maken dat ze voortdurend procedeerde. Bijna twintig jaar na haar dood werd ze zelfs nog uitgemaakt voor een tovenares. Ze procedeerde in 1585 ook tegen de stad Haarlem, die nooit had betaald voor het hout dat zij had geleverd. Pas na haar dood werd het geld aan haar erfgenamen uitbetaald. Haar naam werd uiteindelijk gebruikt als scheldwoord voor vrouwen die als ‘mannelijk’ worden gezien. Soms wordt met 'Kenau' echter ook een  moedige, doortastende en zelfstandige vrouw bedoeld.
Het einde van Kenau is een mysterie. Tijdens een zeereis naar Noorwegen waar zij hout zou inkopen, werd zij volgens haar dochters vermoord door zeerovers. Haar dochters spanden daarop een proces aan tegen de eigenaar van het schip waarop zij meevoer. Anderen beweerden dat Kenau zou zijn gevlucht vanwege financiële problemen.

## Kenau als legende
Reeds aan het einde van de zestiende eeuw ontstonden verhalen over Kenau als een uitzonderlijk moedige vrouw tijdens het beleg van Haarlem. Haar rol tijdens de reparaties van de verdedigingswerken is in de loop der tijd steeds verder opgeblazen, totdat zij eind negentiende eeuw zelfs geacht werd een leger van 300 vrouwen te hebben aangevoerd in de strijd tegen de Spanjaarden. Latere Nederlandse schrijvers hebben deze (fictieve) versie van Kenau als inspiratie voor hun boeken gebruikt. 
De Nederlandse schrijver P.C. Hooft was een van de eersten die onderzocht wat de rol van Kenau tijdens het beleg was geweest. Volgens sommige ooggetuigenverslagen van Duitse huursoldaten vocht Kenau actief mee tegen de Spanjaarden. Zo zou ze aan het hoofd hebben gestaan van 300 vrouwen die met kokend water, brandend stro en gesmolten pek vanaf de stadsmuren de vijand van zich afhielden. Hooft schijnt soortgelijke verhalen hierover gebaseerd te hebben op gesprekken met haar neef, Pieter Dirksz. Hasselaer. Volgens Hooft was ze niet bang om met spies, geweer en degen tegen de vijand te strijden. De vrouwen vochten volgens hem actief mee omdat ze wisten hoe de Spanjaarden waren omgegaan met de vrouwen in andere veroverde steden. 
Een andere tijdgenoot, Emanuel van Meteren, schreef het volgende: 

Die van binnen [Haarlem] hadden ooc een cloecke vrouwe ende eerbaer weduwe, omtrent XLVI jaren out, Kennau genoemt, die dander vrouwen in allen noot aenvoerde ende met eenighe andere veel manlycke daden boven vrouwen aert bedreef op ten vijant, met spiessen, bussen ende sweert, als een man haer behelpende in vrouwelycke habijt.
— Emanuel van Meteren

Door dergelijke beschrijvingen is de mythe om haar persoon ontstaan. 
Volgens de meeste historici is echter niet vast te stellen dat ze daadwerkelijk meevocht. In een in 1586 geschreven verzoekschrift aan de burgemeesters, schepenen en vroedschappen van Haarlem zinspeelde Kenau hier zelf niet op, hoewel ze wel aangaf dat ze als een goede patriot had meegeholpen aan de verdediging van de stad. De Haarlemse medicus en historicus Cornelius Ekama was in 1872 een van de eersten die kritisch naar de toen bestaande legende van Kenau onderzoek deed. Ekama wees erop dat de Spanjaarden na het beleg een lijst van oorlogscriminelen hadden opgesteld, waarop enkel mannelijke Haarlemmers stonden genoteerd en geen melding van enig vrouwelijk verzet. Op de lijst stond bovendien wel de naam van de 18-jarige Pieter Dirksz Hasselaer, de neef van Kenau, vermeld. Ekama wees ook op het feit dat er van de veronderstelde 300 vrouwen die tegen de Spanjaarden vochten in de Kenau-legende, alleen het verhaal van Kenau zou zijn overgeleverd en over de overige 300 vrouwen helemaal niets bekend is.
Contemporaine gravures en verslagen van belegeringen elders in Nederland wijzen erop dat er tijdens het beleg van Haarlem enkel mannelijke Haarlemmers tegen de Spanjaarden vochten. Berichten over de terechtstelling van inwoners van Haarlem na het beleg berichten alleen over mannelijke slachtoffers. Afgaand op het gebrek aan bewijs voor een status van heldin voor Kenau in Haarlem tijdens haar leven, alsmede het geringe bewijs voor een leger van vrouwen tijdens het beleg, wordt het verhaal van Kenau door historici doorgaans als mythe gezien.

## Chronologie
- 1554 Huwelijk met de scheepsbouwer Nanning Gerbrantszoon Borst[5]
- 1562 Weduwe, beheerde sindsdien de scheepswerf
- 1568 Haar broer voor Raad van Beroerten gedaagd (veroordeeld tot verbanning met confiscatie van zijn bezittingen)
- 1572-1573 Hielp actief bij de verdediging van Haarlem, in 1573 vluchtte ze uit Haarlem voor de Spanjaarden
- 1574-1576 Had verschillende juridische kwesties in Arnemuiden
- 1574 Door de Staten van Holland benoemd tot beëdigd waagmeester en collecteur van de impost op turf van Arnemuiden
- 1577 Na de 'satisfactie van Haarlem' keerde ze naar deze stad terug.
- 1578 Werd opnieuw scheepsbouwer te Haarlem
- 1588/1589 Volgens haar dochters vermoord door piraten tijdens een handelsreis naar Noorwegen

## Vernoemd
- Het Kenaupark en de Kenaustraat te Haarlem. De Eerste en Tweede Hasselaerstraat en het Hasselaersplein, eveneens te Haarlem, zijn vernoemd naar haar neef  Pieter Dircksz. Hasselaer (bron: Dr. Gerda H. Kurtz - De straat waarin wij in Haarlem wonen, 1965).
- De Kenau Hasselaarstraat in Vlissingen en Vlaardingen
- Kenau Simons Hasselaarstraat in Amsterdam
- Kenauweg in Leiden
- Kenaustraat in Den Haag
- Kenaustraat in Utrecht

## Publicaties
- Dieuwke Winsemius, Kenau, het historische verhaal van Kenau Simonsdochter Hasselaer. 1995. Uitgever: Kok J.H. ISBN 9789024216352
- Els Kloek, Kenau. De heldhaftige zakenvrouw uit Haarlem (1526-1588). Hilversum, Verloren, 2001. ISBN 90-6550-456-7
- Els Kloek, Kenau & Magdalena. Vrouwen in de Tachtigjarige oorlog, Nijmegen 2014

## Fictie en film
- A. Loosjes Pz. (Adriaan Pietersz Loosjes), Kenau Hasselaar, of De heldin van Haarlem. Treurspel. Haarlem, 1808
- E.E. Cooper, The Hasselaers. Londen, Society for Promoting Christian Knowledge, 1880
- Theun de Vries, Kenau. Amsterdam, Querido, 1945
- C.J. Underwood, An Army of Judiths. A Novel of Kenau Hasselaar of Haarlem, Londen / New York, uitgave Knox Robinson Publishing, 2013, ISBN HC 978-1-908483-79-9, ISBN PB 978-1-908483-80-5
- Tessa de Loo, Kenau. Roman. (Vrij naar het scenario van Karen van Holst Pellekaan en Marnie Blok voor de speelfilm Kenau). Utrecht, Uitgeverij De Arbeiderspers, 2013. ISBN 978-90-295-8846-1
- Kenau (film), Nederlandse speelfilm, 2014